# Etzmannsdorf am Kamp
Etzmannsdorf am Kamp ist ein Dorf im Waldviertel, und Ortschaft und Katastralgemeinde der Marktgemeinde Gars am Kamp im Bezirk Horn in Niederösterreich.

## Geographie
Der Ort liegt auf einer Hochebene zwischen Gars am Kamp und St. Leonhard am Hornerwald. Die Seehöhe in der Ortsmitte beträgt 399 Meter. Die Fläche der Katastralgemeinde umfasst 4,28 km². Die Einwohnerzahl beläuft sich auf 98 Einwohner (Stand: 1. Jänner 2024).

## Postleitzahl
In der Marktgemeinde Gars am Kamp finden mehrere Postleitzahlen Verwendung. Etzmannsdorf am Kamp hat die Postleitzahl 3573.

## Bevölkerungsentwicklung
| Jahr      | 1830 | 1890 | 1923 | 1951 | 1961 | 1971 | 1991 | 2001 |
| --------- | ---- | ---- | ---- | ---- | ---- | ---- | ---- | ---- |
| Einwohner | 191  | 192  | 165  | 136  | 133  | 104  | 88   | 98   |

## Geschichte

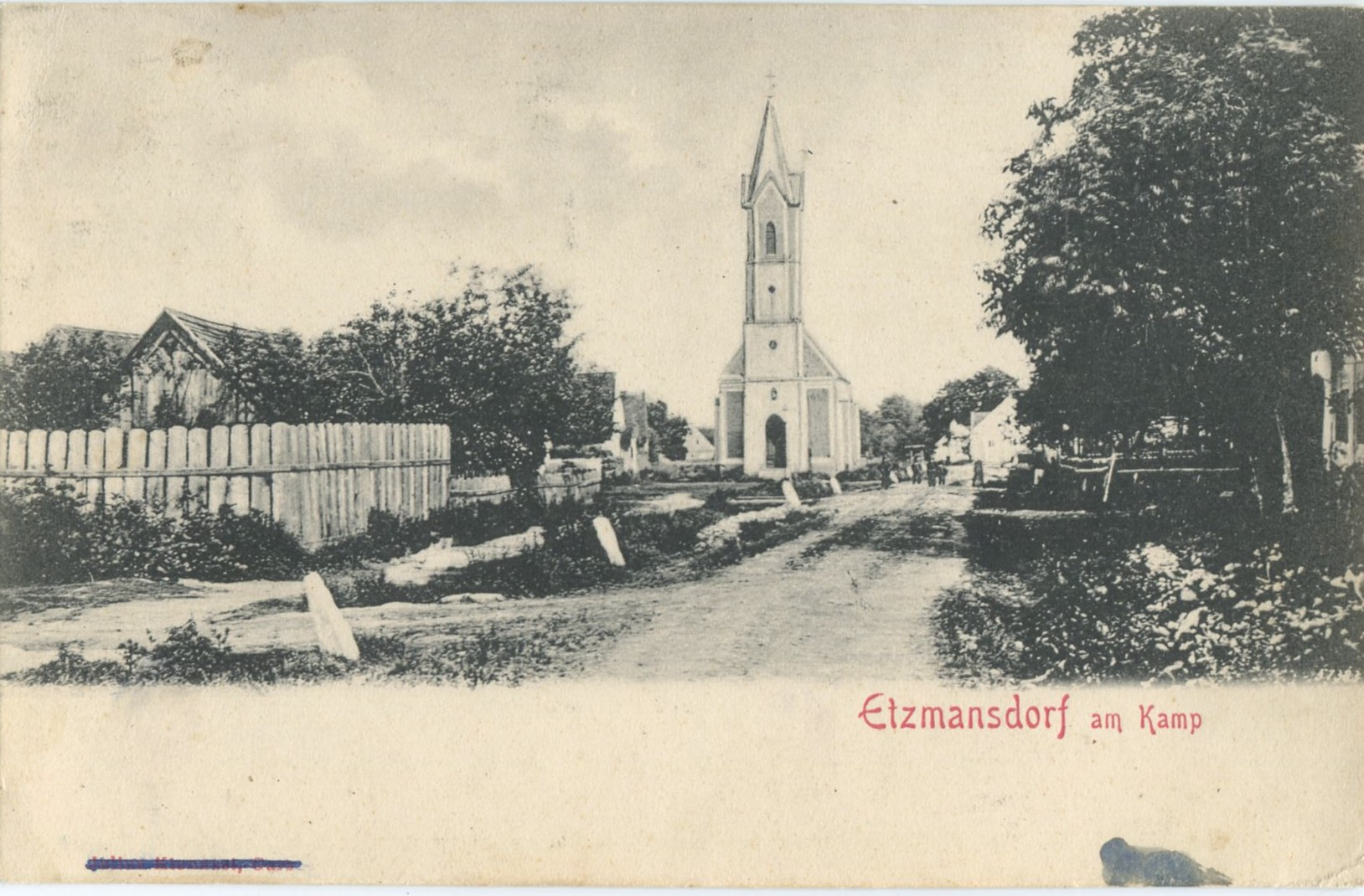
Etzmannsdorf am Kamp, Ansichtskarte um 1900

Der Ort wurde 1487 erstmals urkundlich erwähnt. Er gehörte ursprünglich zur Herrschaft Gars und gelangte 1621 zur Herrschaft Horn und Rosenburg. Bis in die Mitte des 18. Jahrhunderts besaß der Ort das Recht zur Abhaltung eines Jahrmarktes. Gemeinsam mit Wanzenau und Wolfshof bildete Etzmannsdorf am Kamp die Heiligen drei Länder. Diese Bezeichnung erinnert daran, dass diese Orte im 16. Jahrhundert nicht wie zahlreiche andere Orte der Region der Reformation anhingen, sondern im katholischen Glauben verharrten.
Laut Adressbuch von Österreich waren im Jahr 1938 in der Ortsgemeinde Etzmannsdorf am Kamp ein Gastwirt, ein Gemischtwarenhändler, ein Schmied und ein Tischler ansässig. Am 1. Oktober 1938 wurde die Orts- und Katastralgemeinde Etzmannsdorf nach Rosenburg eingemeindet und am 10. Oktober 1945 wieder selbstständig. Am 1. Januar 1967 wurde die bis dahin selbstständige Nachbargemeinde Wanzenau ein Ortsteil von Etzmannsdorf. Seit 1. Januar 1971 gehört Etzmannsdorf mit Wanzenau zur Marktgemeinde Gars am Kamp.

## Wirtschaft und Infrastruktur

### Brandschutz
- Freiwillige Feuerwehr Etzmannsdorf seit 1887

### Verkehr
Das Linienbusunternehmen PostBus fährt die Haltestelle Etzmannsdorf am Kamp an der Linie 1310 (Horn – St. Leonhard am Hornerwald) an. Die nächstgelegenen Bahnstationen der ÖBB sind der Bahnhof Gars-Thunau und die über einen Fußweg erreichbare Bedarfshaltestelle Stallegg an der Kamptalbahn. Seit 1995 fährt der Garser Bus, eine Initiative des Wirtschaftsvereins „Gars Innovativ“, jeweils dienstags und freitags Etzmannsdorf am Kamp, alle anderen Ortsteile und weitere Orte der Umgebung an, um Personen, die keinen PKW besitzen und keinen Anschluss an den ÖPNV haben, Einkäufe und Erledigungen in Gars am Kamp zu ermöglichen.

## Bedeutende in Etzmannsdorf am Kamp geborene oder hier wirkende Menschen
- Robert Kalina, Grafiker, Designer der Eurobanknoten, lebt in Etzmannsdorf am Kamp.